# Antonio Cobas

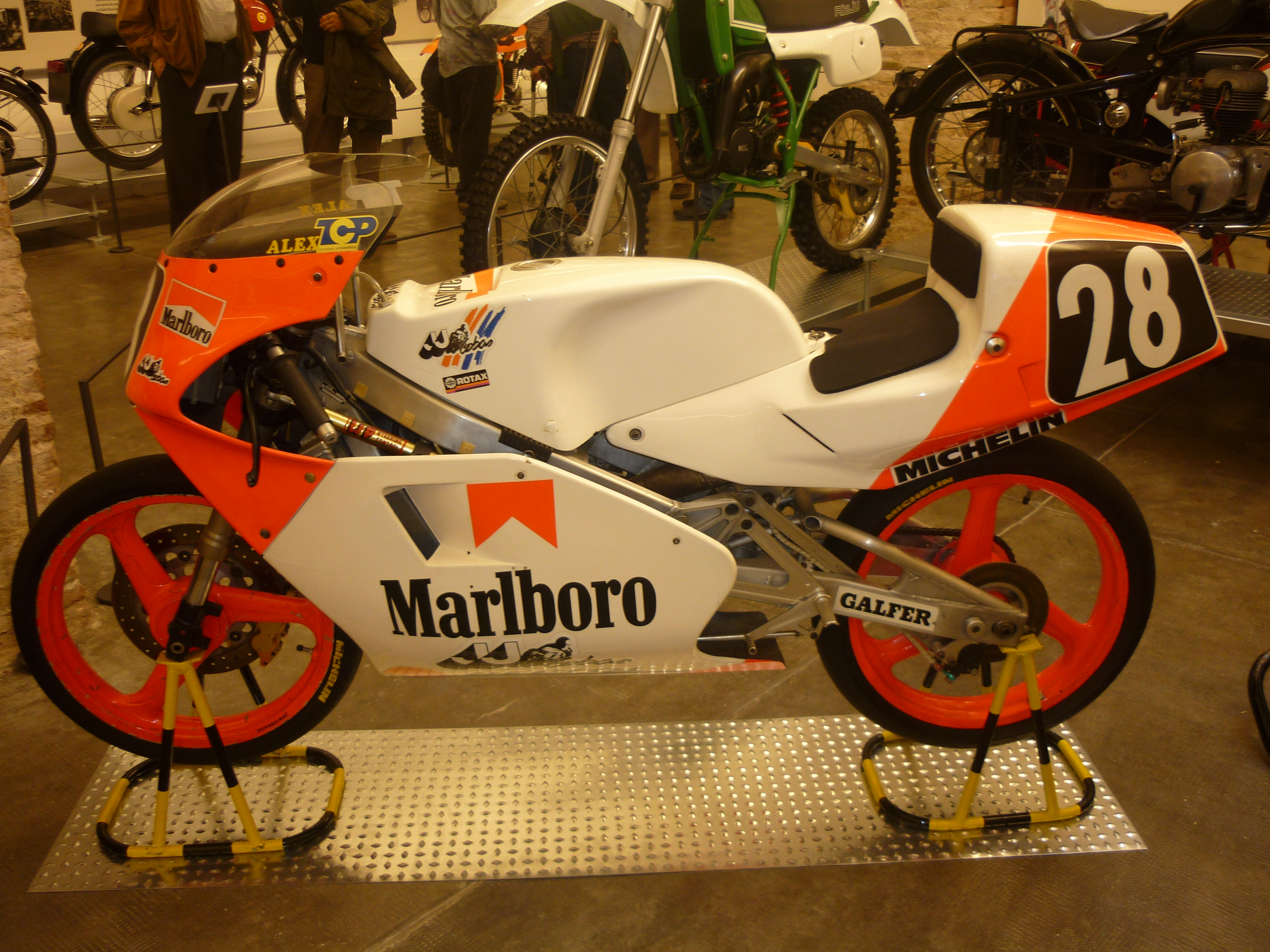
JJ Cobas de 125 c.c. con la que ganó el Mundial de 1989 el piloto Alex Crivillé

Antonio Cobas (Viladecans, Barcelona, España, 1952, Barcelona, 2004) fue un técnico del motociclismo español que innovó la mecánica del chasis, consiguiendo que sus modelos ganaran en diversas competiciones mundiales.

## Desarrollo profesional
Ingeniero autodidacta, desarrolló multitud de soluciones técnicas que a posteriori se han generalizado en el desarrollo de las motocicletas de la más avanzada tecnología. Dedicó su vida al mundo del motociclismo, incidiendo en la investigación de geometrías de chasis, aunque también destacó en otras áreas profesionales.
Considerado uno de los mejores técnicos del mundo en chasis, Cobas desarrolló muchas motocicletas como, por ejemplo, la que utilizó Álex Crivillé para ganar su primer campeonato del mundo de 125 c.c. en 1989, o las monturas con las que Sito Pons compitió y ganó un Gran Premio, puntuable para el Campeonato del Mundo en 1984. Continuó trabajando en la estructura que este último creó en las categorías de 250 c.c., 500 c.c. y Moto GP como director técnico.
Fue precursor del denominado chasis Deltabox, que desde su creación es el diseño predominante en todas las motos de competición. Su idea de unir lo más directamente posible la pipa de dirección con el eje de la rueda trasera, fue tan rotunda que casi todas las motocicletas han modificado su forma, soportes de motor y estructura en favor de esta idea.
Se inició en el automovilismo (Fórmula 1430), y en 1978 creó su primera moto, la Siroko, una motocicleta de 250 c.c. equipada con motor Rotax bicilíndrico en línea, que alcanzó gran popularidad en el Campeonato de España y de otros países. Incluso el campeonísimo Ángel Nieto llegó a utilizarlas en sus últimos años en activo. En 1981 construyó el primer carenado de fibra de carbono del mundo, reduciendo notablemente el peso de sus motocicletas.
En 1982 fundó la marca Kobas, con la que Sito Pons corrió el Mundial ese mismo año y dos temporadas después [1984] logró su primera victoria del mundial. Posteriormente Jacinto Moriana, propietario de JJ, al ver el talento de Antonio Cobas, decide incorporar a las filas de JJ a este ingeniero en el año 1983. Es entonces cuando Jacinto Moriana decide crear una nueva empresa y escudería, a la que le pone el nombre de JJ Cobas (por JJ Automóviles y por el apellido del ingeniero Antonio Cobas). La fábrica estuvo inicialmente en Vilasar de Mar,, trasladándose a San Andrés de la Barca en 1990. JJ Cobas llegó a ser referencia para pilotos como Joan Garriga, Álex Crivillé, Carlos Cardús, Luis Miguel Reyes, Sito Pons, Carlos Mas, Toni Gorgot, los hermanos Toni y Jordi Elías, etc.

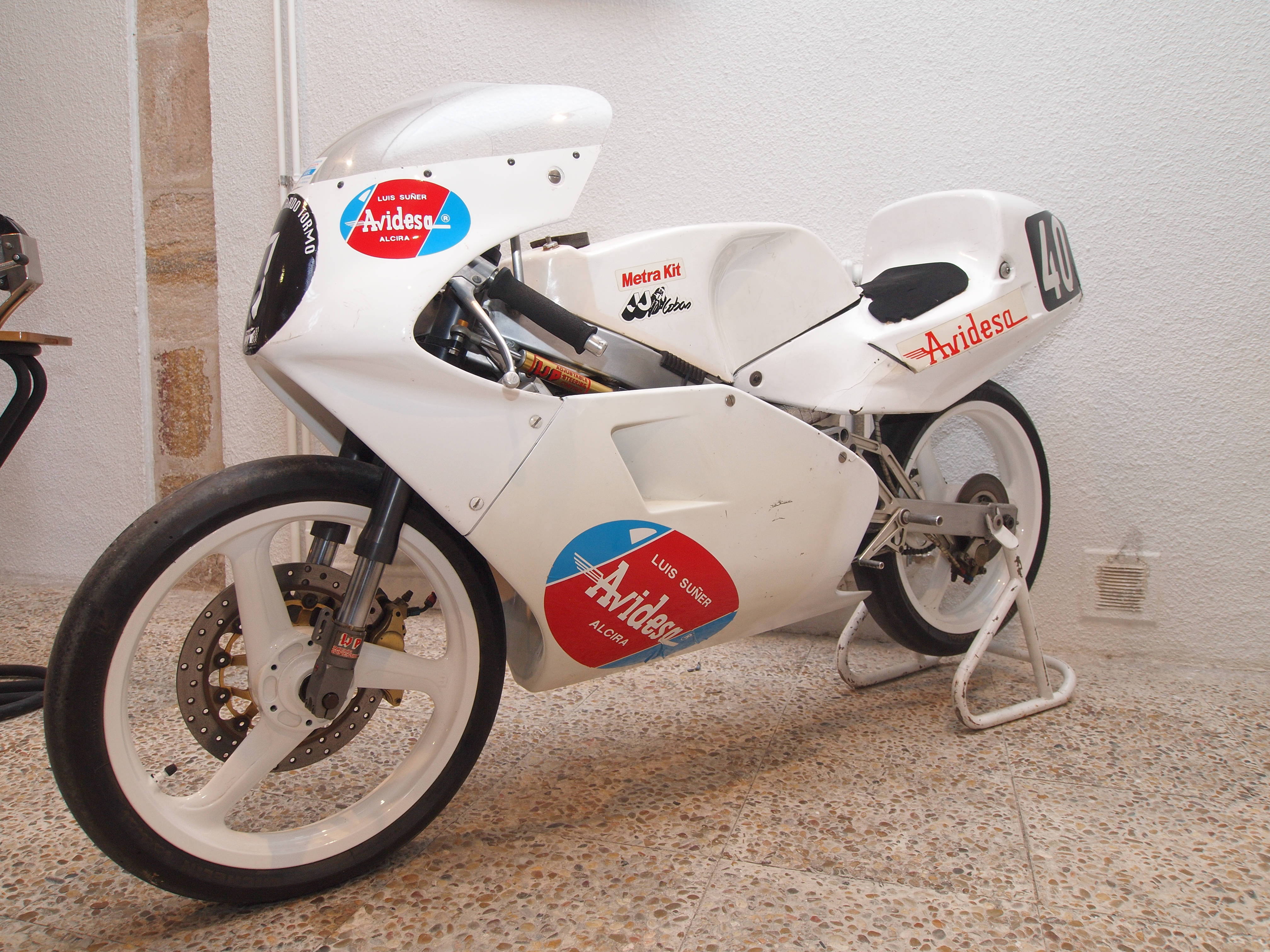
JJ Cobas-Rotax de 125 c.c.

También prestó apoyo técnico a Sito Pons en las Honda Campsa (250 c.c.), en 1988 y 1989, cuando logró los dos Campeonatos del Mundo consecutivos. Carlos Checa y Alberto Puig también contaron con su ayuda para ganar carreras tanto en 250 c.c. como en 500 c.c. Desde 1996 hasta el año de su muerte fue director técnico del Team Honda Pons, con el que participó en la máxima categoría, tanto con los comentados Checa y Puig, como con los italianos Loris Capirossi y Max Biaggi y el brasileño Alex Barros. Con ellos obtuvo algunas memorables victorias con las motos NSR500 que hasta la todopoderosa Honda le permitió retocar, dada la eficacia de sus soluciones, y la más reciente RC211V, esta última ya en la recientemente creada categoría de MotoGP. La relación con Pons duraría hasta el final de su vida. La detección de un cáncer le obligó a dejar las carreras en 2004, año en que murió.